# Estación Ingeniero Santiago Brian
Ingeniero Santiago Brian es una estación ferroviaria ubicada en el partido de La Matanza, provincia de Buenos Aires, Argentina.

## Servicios
Forma parte de la Línea General Roca, siendo una parada intermedia del servicio diésel metropolitano que se presta entre las estaciones Haedo y Temperley.
Los servicios son prestados por la empresa Trenes Argentinos Operaciones.
Actualmente la frecuencia del servicio es de 55 minutos en horarios pico, y la espera asciende a 65 o 70 minutos en horarios vespertino-nocturnos.

## Ubicación e infraestructura
La estación se encuentra en el límite de las localidades de Villa Luzuriaga y Ramos Mejía en el partido de La Matanza, en la zona oeste del Gran Buenos Aires.
Debido a la ausencia de personal ferroviario y boleterías en las instalaciones, los pasajeros deben sacar su boleto a bordo de las formaciones. Se trata de un terraplén sin infraestructura, con falta de higiene y nula iluminación. Actualmente, se realizaron obras de ampliación y pavimentación de accesos en calles aledañas y se colocaron nuevos equipos luminarios, mejorando drásticamente su apariencia. Sin embargo, la infraestructura general está en deplorable estado debido a la escasez de mantenimiento que garantice un mejor estado de conservación que perdure de manera permanente.